# Bezirk Brzesko
Bezirk Brzesko – dawny powiat (Bezirk) kraju koronnego Królestwo Galicji i Lodomerii, funkcjonujący w latach 1854–1867. Siedzibą starostwa było miasteczko Brzesko.

## Historia
Bezirk Brzesko utworzono w ramach reformy uwłaszczeniowej z okresu Wiosny Ludów (1848–1849), która likwidowała jurysdykcję właściciela ziemskiego nad poddanymi. W Galicji, dominium – jako podstawowa jednostka administracyjna i filar systemu feudalnego straciło rację bytu. Konieczne stało się zatem wprowadzenie nowego systemu administracyjnego, którego zręby powstały w latach 1851–1855. Nowy trójstopniowy podział administracyjny objął 21 cyrkułów (niem. Kreise), 179 małych powiatów (niem. Bezirke) i ponad 6000 gmin (niem. Gemeinde). 
Bezirk Bochnia objął obszar o wielkości 4,4 mil², zamieszkany był przez 25.789 ludzi i podzielony na 41 gmin katastralnych, w tym jedno 
miasto (Czchów) i jedno miasteczko (Brzesko). Wszedł w skład cyrkułu bocheńskiego, jako jeden z jego dziewięciu powiatów. Na południu, Bezirk Brzesko posiadał eksklawę na terenie Bezirk Neu-Sandec w cyrkule sądeckim, którą stanowiła miejscowość Grabie, a która z kolei była częścią gminy Drużków Pusty. 1 maja 1860 zniesiono cyrkuł bocheński, a jego cały obszar włączono do cyrkułu krakowskiego.
Po nadaniu Galicji autonomii oraz powołaniu samorządu gminnego i powiatowego w 1865 zlikwidowano cyrkuły (Kreise). Dotychczasowe małe powiaty (Bezirke) w liczbie 179, utrzymały się do 1867 roku, kiedy to w następstwie kolejnej reformy administracyjnej (23 stycznia 1867) zostały zastąpione przez 74 większe powiaty. Obszar zniesionego Bezirk Brzesko wszedł wtedy w całości w skład nowego powiatu brzeskiego.

## Podział administracyjny (1854)
| Lp. | Gmina jednostkowa             | Powierzchnia | Ludność | Powiat w 1867 po zniesieniu |
| --- | ----------------------------- | ------------ | ------- | --------------------------- |
| 1   | Brzesko (m)                   | 158          | 1396    | brzeski                     |
| 2   | Brzezowiec                    | 402          | 152     | brzeski                     |
| 3   | Biadoliny                     | 501          | 135     | brzeski                     |
| 4   | Biesiadki                     | 993          | 739     | brzeski                     |
| 5   | Będzieszyna                   | 348          | 173     | brzeski                     |
| 6   | Czchów (M)                    | 1532         | 1299    | brzeski                     |
| 7   | Dębno                         | 1433         | 807     | brzeski                     |
| 8   | Doły                          | 937          | 592     | brzeski                     |
| 9   | Gosprzydowa                   | 1644         | 494     | brzeski                     |
| 10  | Gnojnik                       | 1812         | 730     | brzeski                     |
| 11  | Grądy z Nowąwsią i Kopalinami | 837          | 433     | brzeski                     |
| 12  | Jasień                        | 1397         | 688     | brzeski                     |
| 13  | Jadowniki                     | 2996         | 1388    | brzeski                     |
| 14  | Jaworsko                      | 667          | 624     | brzeski                     |
| 15  | Jurków                        | 609          | 383     | brzeski                     |
| 16  | Jastew                        | 225          | 106     | brzeski                     |
| 17  | Lewniowa                      | 954          | 444     | brzeski                     |
| 18  | Łoniowa                       | 1199         | 910     | brzeski                     |
| 19  | Mokrzyska z Buczem            | 2863         | 1986    | brzeski                     |
| 20  | Maszkienice                   | 1046         | 936     | brzeski                     |
| 21  | Okocim                        | 2960         | 883     | brzeski                     |
| 22  | Pomianowa                     | 433          | 292     | brzeski                     |
| 23  | Perła                         | 584          | 157     | brzeski                     |
| 24  | Porąbka                       | 1501         | 993     | brzeski                     |
| 25  | Szczepanów                    | 768          | 511     | brzeski                     |
| 26  | Słotwina                      | 488          | 187     | brzeski                     |
| 27  | Sterkowiec                    | 523          | 267     | brzeski                     |
| 28  | Tymowa                        | 2244         | 920     | brzeski                     |
| 29  | Tworkowa z Łacnową            | 1287         | 461     | brzeski                     |
| 30  | Uszew                         | 1857         | 1304    | brzeski                     |
| 31  | Wokowice                      | 573          | 529     | brzeski                     |
| 32  | Wola Dębińska                 | 971          | 229     | brzeski                     |
| 33  | Wytrzyszczka                  | 773          | 208     | brzeski                     |
| 34  | Żerków                        | 344          | 313     | brzeski                     |
| 35  | Zawada                        | 472          | 591     | brzeski                     |
| 36  | Dobrociecz                    | 723          | 473     | brzeski                     |
| 37  | Drużków Pusty z Grabiami      | 354          | 238     | brzeski                     |
| 38  | Iwkowa                        | 2960         | 1996    | brzeski                     |
| 39  | Połom Mały                    | 191          | 138     | brzeski                     |
| 40  | Porąbka z Brzezową            | 229          | 119     | brzeski                     |
| 41  | Wojakowa                      | 1418         | 565     | brzeski                     |

Objaśnienie:
(M) = miasto; (m) = miasteczko